# Juan Suárez (religioso)
Juan Suárez o Juan Santisteban de Falces (Azanuy, ? - Brindisi, 1637) fue un eclesiástico español, que después de haber regido el monasterio de San Miguel de los Reyes de Valencia pasó a Italia, donde fue nombrado obispo de Brindisi, en el reino de Nápoles. 
Se le atribuyen las siguientes obras: 
- Pharmacum tribulationem (Roma, 1613);
- Methodus ad cognoscendos haereses (Roma, 1623);
- Fragmenta consolatione pro omne tribulatione (Roma, 1623);
- Practica brevis et universalis omnium summarum (Brindisi, 1624).